# جاك ماكلوكين
جاك ماكلوكين (بالإنجليزية: Jack McLoughlin)‏ هو سباح أسترالي، ولد في 1 فبراير 1995 في South Brisbane, Queensland ‏ في أستراليا.